# Karelian Trains

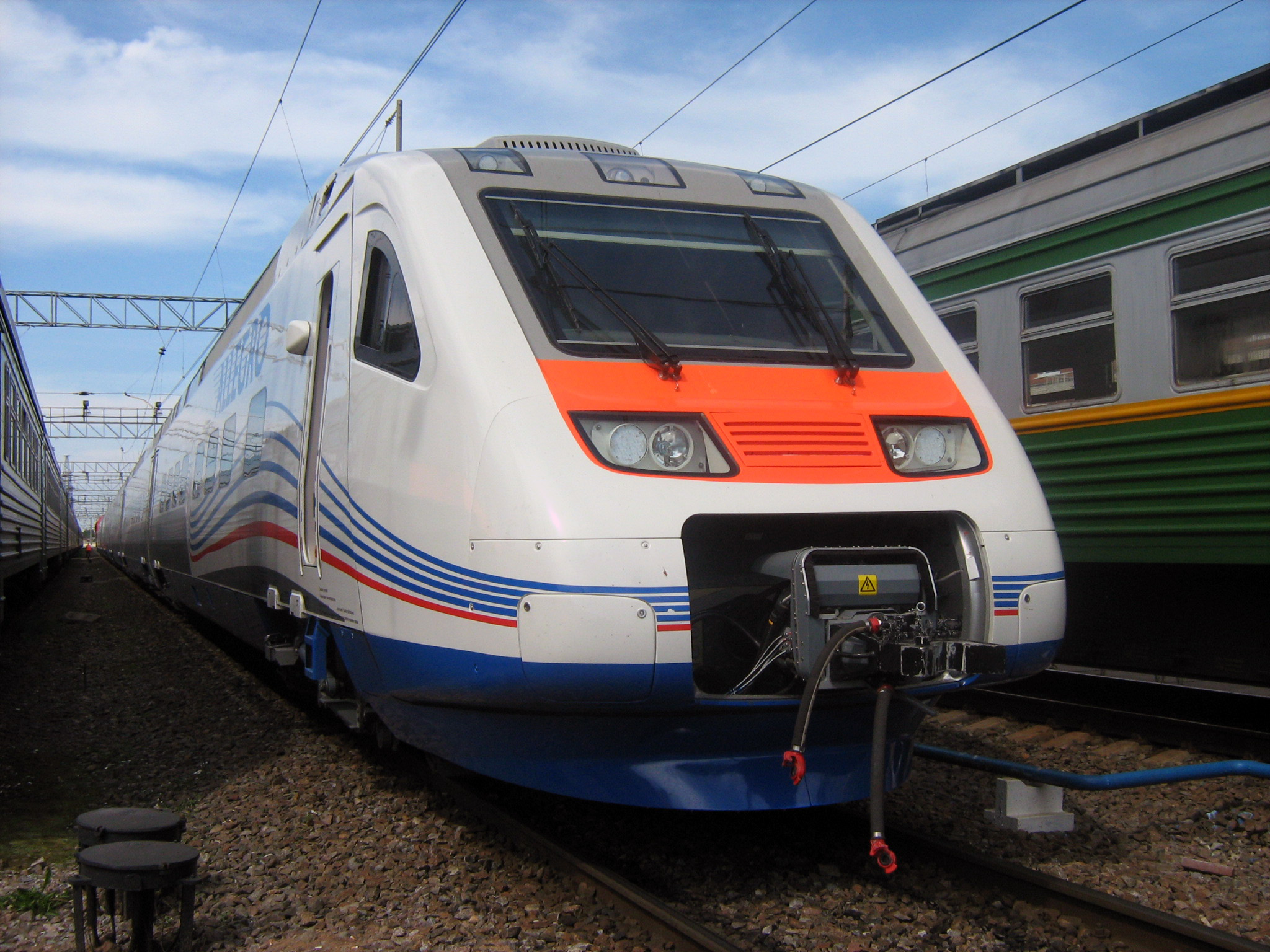
Pociąg Allegro

Karelian Trains Oy – spółka typu joint venture między Kolejami Rosyjskimi a fińskim przewoźnikiem państwowym VR. Celem spółki jest prowadzenie międzynarodowych pociągów ekspresowych między Helsinkami a Sankt Petersburgiem. Spółka powstała 23 listopada 2006.

## Struktura organizacyjna
Obaj udziałowcy posiadają po 50 proc. akcji. Kapitał założycielski spółki wynosi 1 milion euro. Spółka zarejestrowana jest w Helsinkach.

## Usługi
Nazwą handlową spółki jest Allegro. Inauguracja połączeń nastąpiła 12 grudnia 2010 na trasie Helsinki – Sankt Petersburg. Pierwszym pociągiem Allegro podróżowali m.in. fińska prezydent Tarja Halonen i premier Rosji Władimir Putin.
Połączenie skróciło dotychczasowy czas przejazdu między tymi miastami o dwie godziny i wynosi obecnie 3,5 h. Pociągi osiągają prędkość 220 km/h na terenie Finlandii i 200 km/h w Rosji, a odprawa graniczna odbywa się w pociągu podczas jego przejazdu. Trasa obsługiwana jest przez cztery kursy dziennie.

## Tabor
Allegro obsługiwane jest przez jednostki Pendolino. produkcji firmy Alstom. Skład pociągu złożony jest z siedmiu jednostek klasy pierwszej, drugiej i wagonu restauracyjnego.